# Damernas duett i konstsim vid olympiska sommarspelen 2020
Damernas duett i konstsim vid olympiska sommarspelen 2020 avgjordes mellan den 2 och 4 augusti 2021 i Tokyo Aquatics Centre.

## Resultat

### Kval
De 12 främsta gick vidare till finalen.
| Placering | Nation         | Idrottare                                   | Fritt program | Tekniskt program | Totalt   |
| --------- | -------------- | ------------------------------------------- | ------------- | ---------------- | -------- |
| 1         | ROC            | Svetlana Kolesnitjenko & Svetlana Romasjina | 97,9000       | 97,1079          | 195,0079 |
| 2         | Kina           | Huang Xuechen & Sun Wenyan                  | 96,2333       | 95,5499          | 191,7832 |
| 3         | Ukraina        | Marta Fjedina & Anastasija Savtjuk          | 94,9333       | 93,8620          | 188,7953 |
| 4         | Japan          | Yukiko Inui & Megumu Yoshida                | 93,9333       | 93,3499          | 187,2832 |
| 5         | Kanada         | Claudia Holzner & Jacqueline Simoneau       | 91,2333       | 91,4798          | 182,7131 |
| 6         | Italien        | Linda Cerruti & Costanza Ferro              | 91,2000       | 91,1035          | 182,3035 |
| 7         | Österrike      | Anna-Maria Alexandri & Eirini Alexandri     | 90,5000       | 90,3773          | 180,8773 |
| 8         | Frankrike      | Charlotte Tremble & Laura Tremble           | 88,5667       | 87,3474          | 175,9141 |
| 9         | Nederländerna  | Bregje de Brouwer & Noortje de Brouwer      | 88,1667       | 87,2612          | 175,4279 |
| 10        | Belarus        | Vasilina Chandosjka & Darja Kulahina        | 88,0333       | 87,2101          | 175,2434 |
| 11        | Spanien        | Alisa Ozhogina & Iris Tió                   | 88,3000       | 86,9281          | 175,2281 |
| 12        | Mexiko         | Nuria Diosdado & Joana Jiménez              | 86,5333       | 86,6190          | 173,1523 |
| 13        | USA            | Anita Alvarez & Lindi Schroeder             | 86,5333       | 86,1960          | 172,7293 |
| 14        | Storbritannien | Kate Shortman & Isabelle Thorpe             | 84,7333       | 85,1548          | 169,8881 |
| 15        | Israel         | Eden Blecher & Shelly Bobritsky             | 84,6333       | 83,8580          | 168,4913 |
| 16        | Kazakstan      | Alexandra Nemich & Yekaterina Nemich        | 83,8667       | 83,2338          | 167,1005 |
| 17        | Liechtenstein  | Lara Mechnig & Marluce Schierscher          | 83,0333       | 83,2489          | 166,2822 |
| 18        | Colombia       | Estefanía Álvarez & Monica Arango           | 81,9667       | 82,0526          | 164,0193 |
| 19        | Egypten        | Hanna Hiekal & Laila Mohsen                 | 78,9000       | 77,8625          | 156,7625 |
| 20        | Australien     | Emily Rogers & Amie Thompson                | 76,3667       | 75,5343          | 151,9010 |
| 21        | Sydafrika      | Clarissa Johnston & Laura Strugnell         | 72,1667       | 70,9099          | 143,0766 |
| 22        | Grekland       | Evangelia Platanioti & Evangelia Papazoglou | 88,1667       | DNS              | 88.1667  |

### Final

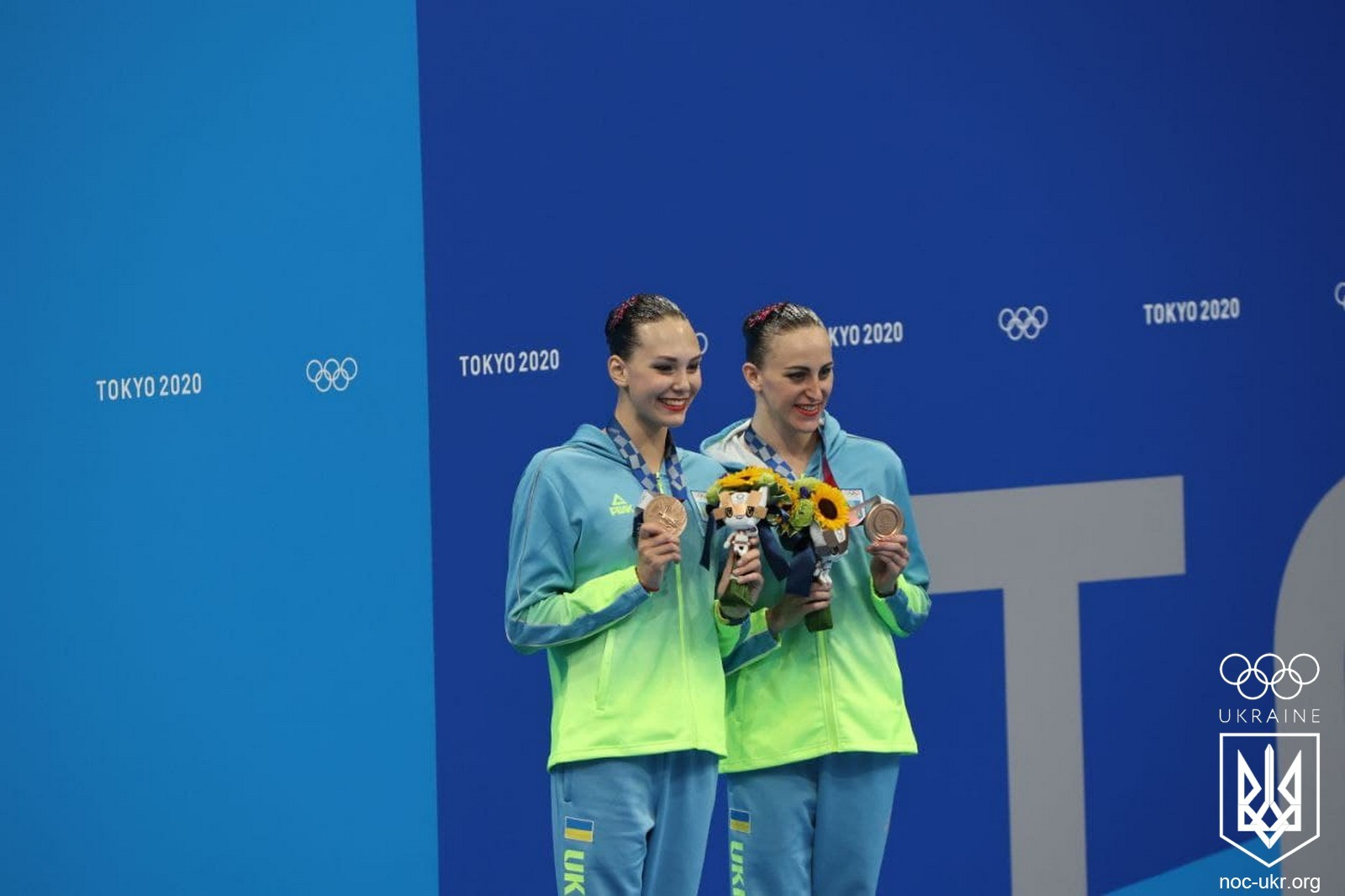
Fjedina och Savtjuk med sina bronsmedaljer

Simmarna behöll sina poäng från det tekniska programmet men simmade det fria programmet på nytt i finalen.
| Placering | Nation        | Idrottare                                   | Tekniskt program | Fritt program | Totalt   |
| --------- | ------------- | ------------------------------------------- | ---------------- | ------------- | -------- |
| 1         | ROC           | Svetlana Kolesnitjenko & Svetlana Romasjina | 97,1079          | 98,8000       | 195,9079 |
| 2         | Kina          | Huang Xuechen & Sun Wenyan                  | 95,5499          | 96,9000       | 192,4499 |
| 3         | Ukraina       | Marta Fjedina & Anastasija Savtjuk          | 93,8620          | 95,6000       | 189,4620 |
| 4         | Japan         | Yukiko Inui & Megumu Yoshida                | 93,3499          | 94,4667       | 187,8166 |
| 5         | Kanada        | Claudia Holzner & Jacqueline Simoneau       | 91,4798          | 93,0000       | 184,4798 |
| 6         | Italien       | Linda Cerruti & Costanza Ferro              | 91,1035          | 92,4667       | 183,5702 |
| 7         | Österrike     | Anna-Maria Alexandri & Eirini Alexandri     | 90,3773          | 91,8000       | 182,1773 |
| 8         | Frankrike     | Charlotte Tremble & Laura Tremble           | 87,3474          | 89,6333       | 176,9807 |
| 9         | Nederländerna | Bregje de Brouwer & Noortje de Brouwer      | 87,2612          | 88,9000       | 176,1612 |
| 10        | Spanien       | Alisa Ozhogina & Iris Tió                   | 86,9281          | 88,6667       | 175,5948 |
| 11        | Belarus       | Vasilina Chandosjka & Darja Kulahina        | 87,2101          | 87,8000       | 175,0101 |
| 12        | Mexiko        | Nuria Diosdado & Joana Jiménez              | 86,6190          | 86,5667       | 173,1857 |